# TextMaker
TextMaker ist ein Textverarbeitungsprogramm mit Fokus auf Kompatibilität zu Microsoft Office. Es wird vom Nürnberger Unternehmen SoftMaker entwickelt und als Bestandteil des Office-Pakets SoftMaker Office vertrieben. Eine kostenlose aber funktional leicht eingeschränkte Version ist SoftMaker FreeOffice.
Das Programm ist für Windows, macOS und Linux als 32-Bit- und 64-Bit-Version erhältlich, die Android-Version wurde 2021 für Smartphones und Tablets in der Bedienung optimiert, seit 2022 gibt es das Programm auch für iOS.

## Anwendungsmöglichkeiten
Ein Schwerpunkt von Textmaker ist neben dem geringen Ressourcenverbrauch die weitestgehende Kompatibilität mit Microsoft Word. Es gibt einige zusätzliche Funktionen z. B.
- Objekt-Modus für Rahmen
- Masterseiten
- Dokument-Tabs
- Bibliographie-Funktion
- Datenbank-Modul
- integrierter Duden Korrektor
- Zotero-Anbindung

### Dateiformate
Neben dem TextMaker-Format (.tmd) liest und schreibt das Programm die Dateiformate:
- Microsoft Word – .doc, .docx – Standardformat
- OpenDocument – .odt
- Pocket Word – .psw, .pwd
- Rich Text Format – .rtf
- HTML 4.0 – .htm
- Textdateien – .txt

Als Standardformat können die Formate  .docx, .doc, .tmd und .odt verwendet werden. Die Formate .sxw von OpenOffice.org 1.x, WordPerfect (.wpd) und Windows Write (.wri) kann TextMaker nur lesen.
Die Formate PDF und EPub können ohne Umwege und mit einigen zusätzlichen Optionen exportiert werden.

### Makros
Die Makro- und Skript-Funktionen von Microsoft (VBA) werden zwar nicht unterstützt, SoftMaker integriert aber in den Windows-Versionen die VBA-ähnliche Skriptsprache BasicMaker.

### Wörterbücher und Rechtschreibprüfung
Die Fremdsprachenunterstützung umfasst die Langenscheidt-Taschenwörterbücher für Englisch, Französisch, Spanisch und Italienisch, einen Thesaurus für zehn Sprachen, Rechtschreibprüfung für 20 Sprachen, Benutzeroberfläche in 15 Sprachen und Silbentrennung in 33 Sprachen. Seit 2008 sind zudem das Duden-Universalwörterbuch und das große Duden-Fremdwörterbuch Bestandteil.
TextMaker ist in der Professional-Version mit integriertem Duden-Korrektor erhältlich.

### KI
Die Anbindung an ChatGPT erlaubt es:
- Texte zusammenzufassen
- Verbesserungsvorschläge zu machen
- Texte – nach hoffentlich gut formulierten Vorgaben – zu generieren.

Die Übersetzungshilfe DeepL bietet nur in der Abo-Version NX die Übersetzung von bis 750.000 Zeichen im Jahr mit vollständigem Erhalt der Formatierungen.

### Portable Version
TextMaker für Windows lässt sich auch als portable Software von einem USB-Stick verwenden, ohne dass auf dem Gast-PC eine Installation notwendig wäre oder Systemdateien verändert würden.

## Geschichte
Die Entwicklung von TextMaker begann 1987 als Programm für DOS. Frühere Versionen gab es auch für die Betriebssysteme Windows CE (TextMaker 2010), Windows Mobile (TextMaker 2010), FreeBSD (TextMaker 2006) und Sharp Zaurus (TextMaker 2002).